# 广东水莎草
广东水莎草（学名：Cyperus serotinus var. inundatus）为莎草科莎草属下水莎草的一个变种。